# Mykhaïlo Oleksiyenko
Mykhaïlo Oleksiyenko ou Oleksiïenko (en ukrainien : Михайло Олексієнко, en anglais : Mykhaylo Oleksiyenko) est un joueur d'échecs ukrainien né le 30 septembre 1986 à Lviv.
Au 1er avril 2022, il est le 21e joueur ukrainien avec un classement Elo de 2 590 points.

## Biographie et carrière
En 2005, Oleksiyenko finit troisième ex æquo de l'open de Cappelle-la-Grande avec 7 points sur 9 et remporta le tournoi d'Olomouc en République tchèque avec 7,5 points sur 9, à égalité avec Youriï Kryvoroutchko. Il obtient le titre de grand maître international. En 2006 et 2007, il remporte l'Open de Guingamp (Breizh Masters). En 2006, il gagne l'open de Pardubice en Tchéquie avec 7 points sur 9 et l'open Instalplast de Rodaytchi en Ukraine. En 2007, il finit deuxième au départage du mémorial Vassylchine à Lviv, à égalité de points (11/15) avec le vainqueur Youriï Vovk.
En 2012, Oleksiyenko remporte l'open international de Sautron avec 7,5 points sur 9. En 2013, il finit 1er-4e (troisième au départage) du festival d'Abu Dhabi et remporte l'open ZMD de Dresde avec 7,5 points sur 9.  En 2014, il finit 1er-4e (troisième au départage) du mémorial David Bronstein à Minsk. En 2015, il remporte le mémorial Karen Asrian à Djermouk, au départage devant Anton Korobov.
En 2016, il remporte la demi-finale, puis la finale (8/11) du championnat d'Ukraine d'échecs devant Anton Korobov, Aleksandr Moïsseïenko et Andriï Volokitine).